# Shigekazu Nakamura
Shigekazu Nakamura (japanisch 中村 重和 Nakamura Shigekazu; * 30. Juli 1958 in der Präfektur Nagasaki) ist ein ehemaliger japanischer Fußballspieler.

## Karriere
Nakamura erlernte das Fußballspielen in der Schulmannschaft der Shimabara Commercial High School und der Universitätsmannschaft der Osaka University of Commerce. Seinen ersten Vertrag unterschrieb er 1981 bei den Mazda. 1987 erreichte er das Finale des Kaiserpokal. Für den Verein absolvierte er 81 Erstligaspiele. Ende 1991 beendete er seine Karriere als Fußballspieler.

## Erfolge
Mazda
- Kaiserpokal

Finalist: 1987